# E. J. Pennington

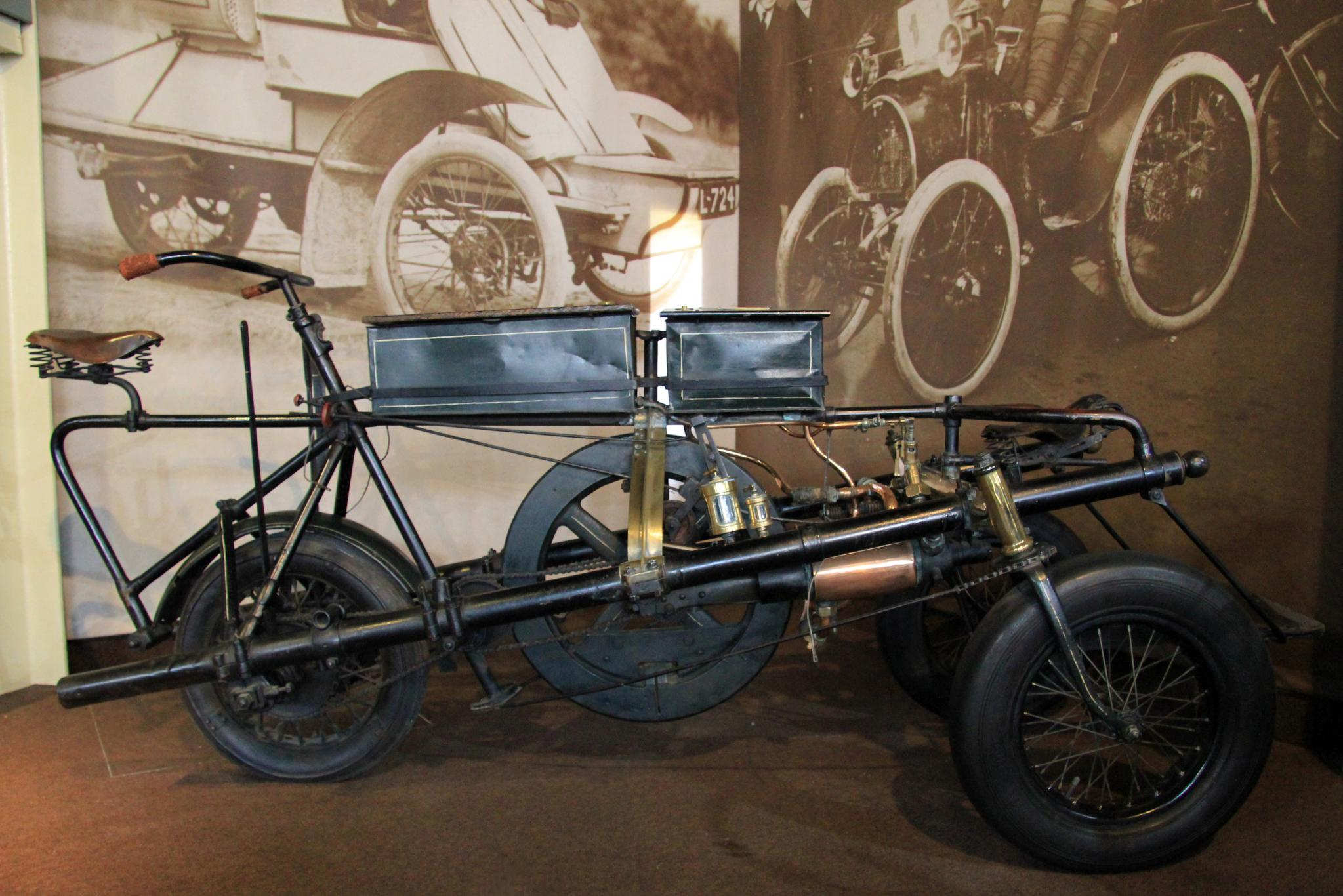
Pennington Autocar (1896). National Motor Museum

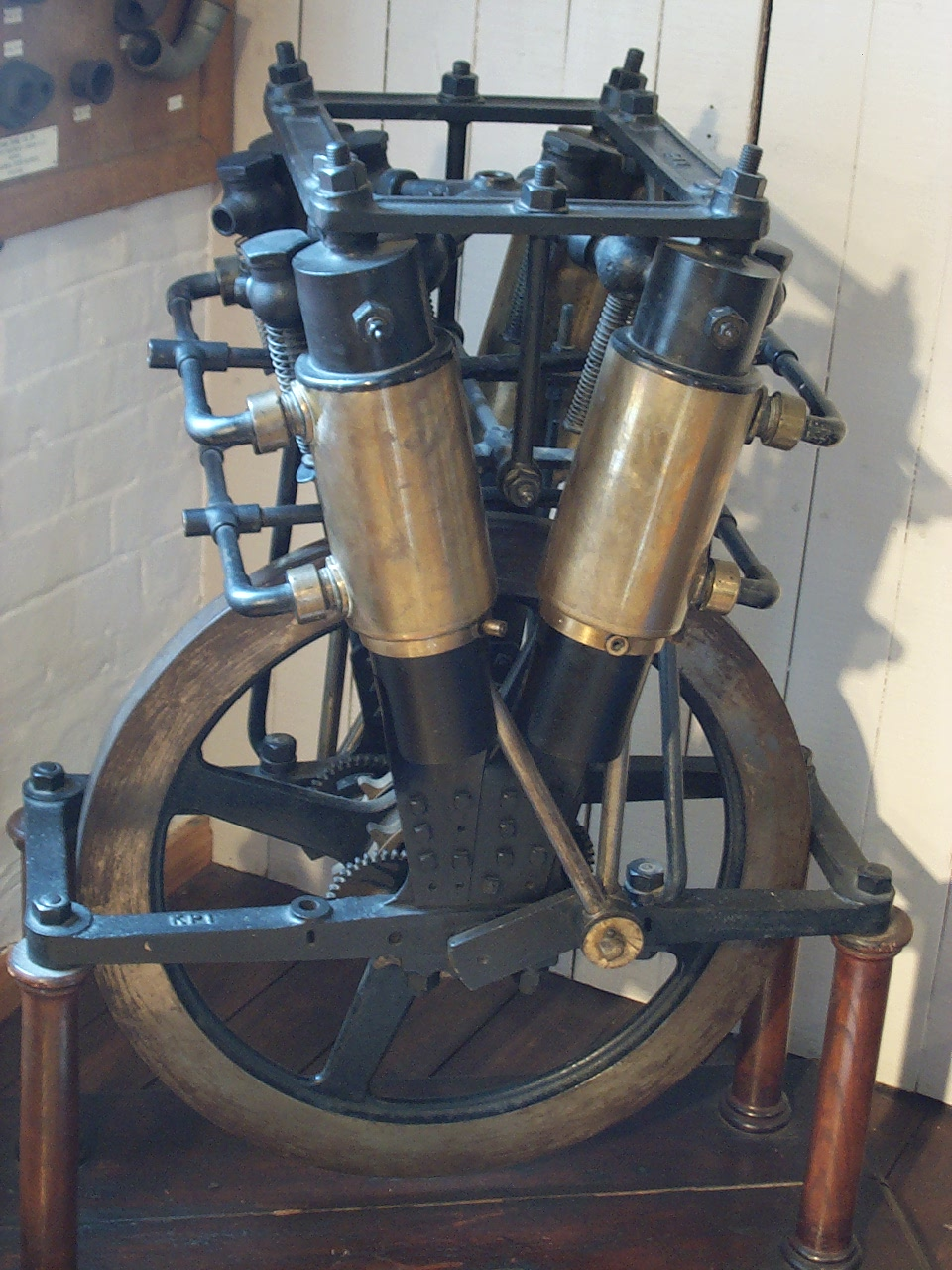
Motor Kane Pennington (1896) seccionado (Bedford Museum & Art Gallery)

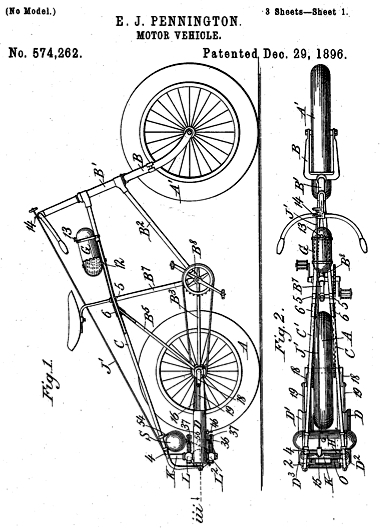
Patente de un "vehículo motorizado" Pennington

Edward Joel Pennington (Milan, Ripley County, Indiana, 22 de mayo de 1860 - Springfield, Massachusetts, 5 de marzo de 1911) fue un inventor y promotor de muchos dispositivos mecánicos, incluidos dirigibles, motocicletas y automóviles. Sus múltiples propuestas casi nunca llegaron a materializarse en realizaciones prácticas.

## Semblanza
Además de sus registros sobre vehículos de motor, Pennington solicitó y recibió patentes de motores Stirling, sistemas de encendido, máquinas laminadoras y poleas.
A menudo promocionaba sus inventos con afirmaciones grandiosas y espurias, que se convertirían en un sello distintivo de sus planes empresariales. Recaudó frecuentemente respaldo financiero para sus empresas, pero rara vez (o nunca) sus inversores obtuvieron dividendos de sus proyectos. Era considerado por muchos como un fraude debido a sus afirmaciones y prácticas comerciales no probadas, pero nunca pasó ningún tiempo en prisión como resultado de estas acusaciones.
Pennington se casó tres veces. Murió en Springfield, Massachusetts, después de contraer meningitis y sufrir una caída en la calle.

## Innovaciones
E.J. Pennington es conocido hoy en día probablemente por sus motocicletas pioneras. A veces se le atribuye haber inventado la palabra "motocicleta"; usó el término ya en 1893. Pennington construyó y demostró su diseño original de motocicleta en Milwaukee en 1895. Al parecer, al no encontrar patrocinadores para su idea, se la llevó a Inglaterra, donde vendió las patentes a Harry John Lawson de The Great Horseless Carriage Company en 1896 y se incorporó a la junta directiva de la sociedad. Lawson tenía construidos dos prototipos más, pero el diseño nunca llegó a los talleres de producción. Pennington realizó muchas reclamaciones por su motocicleta, pero es dudoso que alguna de ellas sea cierta. El diseño era muy primitivo y algunos periodistas de la época expresaron dudas sobre si funcionaría o no, aunque The Autocar informó en junio de 1896 que: "... aunque el motor requirió alguna pequeña alteración, se dijo que la velocidad desarrollada ha variado de treinta a cuarenta millas por hora". Las características más notables del diseño eran que las bielas del motor estaban conectadas directamente al eje trasero, los cilindros no tenían aletas de enfriamiento, y Pennington usaba un balón neumático, una invención que también se le atribuye.
Después de que sus planes de producir motocicletas no llegaron a nada, Pennington  intentó diseñar un automóvil con su propio nombre trabajando en colaboración con Lawson. Aunque se recaudaron pagos adelantados por pedidos de este diseño, aparentemente no se entregó ninguno. Los periodistas especularon que el automóvil fue un fracaso de diseño, y The Horseless Age comentó sarcásticamente que: "...el automóvil de Pennington, que no es un automóvil, ya que no lleva, pero tiene que ser llevado..." fue en parte responsable por aquel entonces de la mala prensa en Inglaterra del automóvil en general y del Sindicato del Motor de Lawson en particular.
El único ejemplo que queda de este diseño lo preserva el National Motor Museum en Beaulieu, Hampshire, Inglaterra.
Pennington regresó a los EE. UU. e intentó promocionar algunos proyectos más, así como recaudar el dinero que pensaba que se le debía por sus patentes.